# Dig in Deep
Dig in Deep är ett musikalbum av Bonnie Raitt. Albumet var hennes sjuttonde studioalbum och utgavs 2016 av skivbolaget Redwing Records. Det innehåller några nyskrivna låtar av Raitt för första gången på fjorton år. Senast hon gav ut nyskrivna låtar var för albumet Silver Lining 2002. Albumet emottogs nästan uteslutande positivt och har ett samlat betyg på 82/100 på Metacritic.

## Låtlista
(kompositör inom parentes)
1. "Unintended Consequence of Love" (Jon Cleary, Bonnie Raitt) - 4:49
2. "Need You Tonight" (Andrew Farriss, Michael Hutchence) - 3:19
3. "I Knew" (Pat McLaughlin) - 4:00
4. "All Alone with Something to Say" (Steven Dale Jones, Gordon Kennedy) - 3:11
5. "What You're Doin' to Me" (Raitt) - 4:53
6. "Shakin' Shakin' Shakes" (T Bone Burnett, Cesar Rosas) - 4:50
7. "Undone" (Bonnie Bishop) - 4:12
8. "If You Need Somebody"	(George Marinelli, Raitt) - 5:10
9. "Gypsy in Me" (Gordon Kennedy, Wayne Kirkpatrick) - 4:09
10. "The Comin' Round Is Going Through" (Marinelli, Raitt) - 5:28
11. "You've Changed My Mind" (Joseph Lee Henry) - 4:08
12. "The Ones We Couldn't Be" (Raitt) - 4:14

## Listplaceringar
- Billboard 200, USA: #11
- UK Albums Chart, Storbritannien: #35[2]
- Nederländerna: #23[3]
- Sverigetopplistan, Sverige: #50[4]